# غرب اروپا

مطابق تعریف سازمان سیا (CIA)، غرب اروپا در آبی آسمانی و جنوب غرب اروپا در قرمز

غرب اروپا یک اصطلاح سیاسی–اجتماعی است که در زمان جنگ سرد ابداع شد و از آن زمان تا کنون به کار رفته‌است. این اصطلاح به معنای کشورهای اروپایی جهان اول (توسعه یافته) است. این اصطلاح در مقابل اصطلاح شرق اروپا قرار دارد و وجه تمایز آن با شرق اروپا جغرافیا نیست بلکه اقتصاد، سیاست و دین است. شرق و غرب اروپا نوسانات تاریخی فراوانی داشته و با یکدیگر همپوشانی دارند که در نتیجه درک مناسب این دو اصطلاح کمی با مشکل همراه است.

## نام

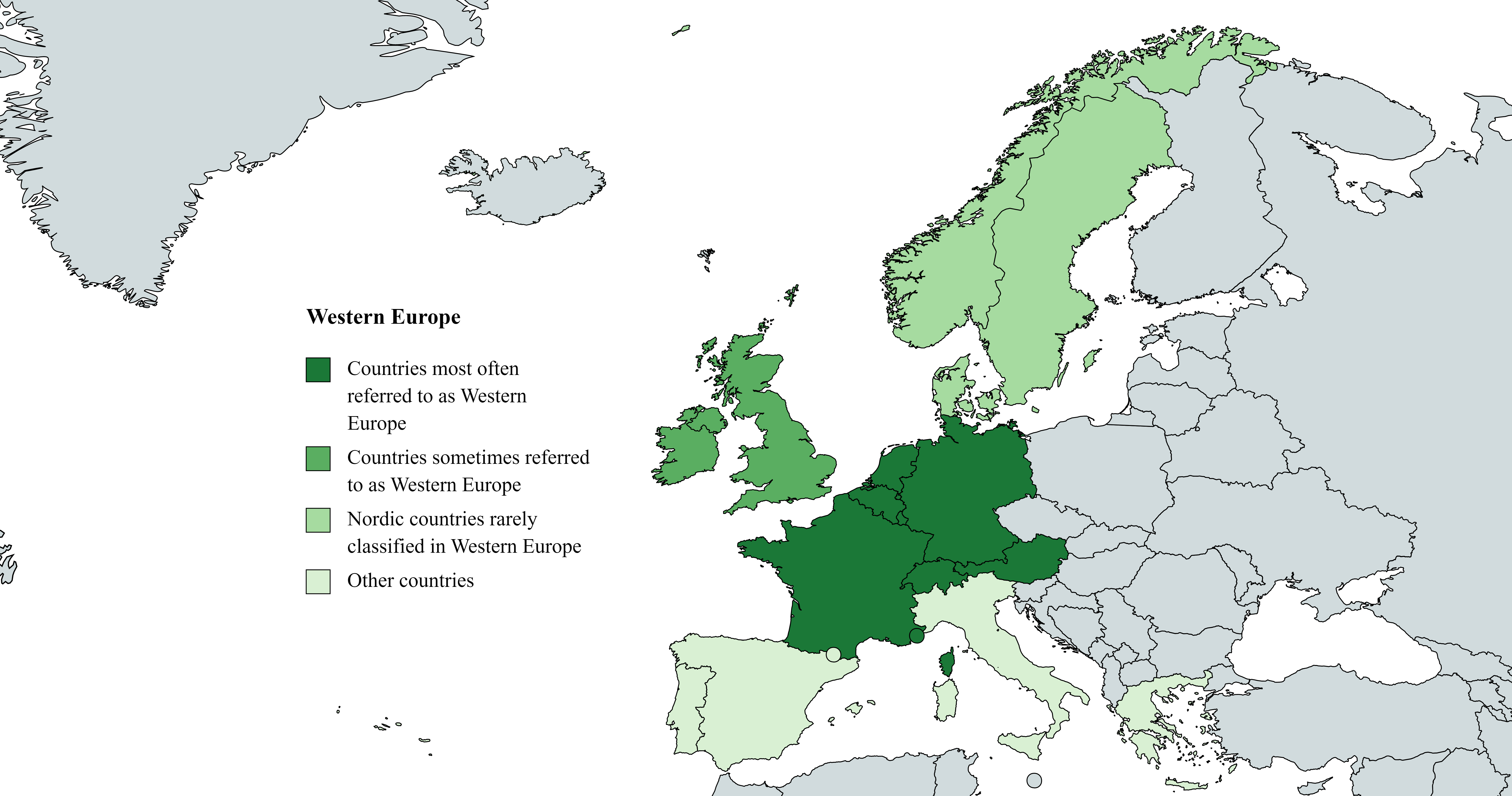
تعریف‌های متفاوت از محدوده غرب اروپا

امروزه اصطلاح «غرب اروپا» کمتر به مرز جغرافیایی بین کشورها وابسته است و بیشتر مفهومی اقتصادی است. این اصطلاح با مفاهیمی مانند سرمایه‌داری، لیبرال دموکراسی و اتحادیه اروپا ارتباط تنگاتنگ دارد. اغلب کشورهای حوزه غرب اروپا دارای فرهنگ غربی مشترک هستند و با کشورهای حوزه آمریکای شمالی، آمریکای جنوبی و اقیانوسیه روابط اقتصادی و سیاسی تنگاتنگی دارند. به علاوه شبه‌جزیره اسکاندیناوی (در شمال اروپا) معمولاً با دموکراسی اجتماعی (سوسیال دموکراسی) شناخته می‌شوند و در اغلب مناقشات بین‌المللی نقشی بی‌طرف را ایفا می‌کنند.
همچنین «غرب اروپا» یک منطقه جغرافیایی از اروپا است که در قیاس با درک سیاسی سنتی از غرب اروپا بسیار محدودتر است. سازمان ملل متحد قاره اروپا را به چهار منطقه غرب، شرق، شمال و جنوب تقسیم می‌کند، و بر طبق این تقسیم‌بندی غرب اروپا از نه کشور زیر تشکیل شده‌است:
- آلمان
- اتریش
- بلژیک
- سوئیس
- فرانسه
- لوکزامبورگ
- لیختن‌اشتاین
- موناکو
- هلند

## اروپا قبل و بعد از جنگ سرد
در اوایل قرن بیستم، در صحنه سیاسی اروپا دو اتحاد اصلی وجود داشت: متحدین و مثلث سه‌گانه در سال ۱۹۱۴ میلادی. همین قدرت‌های سیاسی آغاز جنگ جهانی اول را رقم زدند.
مثلث سه‌گانه که به متفقین معروف بودند شامل امپراتوری بریتانیا، فرانسه، روسیه و بعدها ایالات متحده آمریکا بودند که در سال ۱۹۱۸ امپراتوری روسیه از این قدرت خارج شد. کشورهای آلمان، اتریش و امپراتوری عثمانی جبهه متحدین را تشکیل می‌دادند. پس از اینکه متفقین موفق به شکست دادن متحدین شدند، کشورهای عضو متحدین جایگاه جهانی خود را از دست دادند و اغلب پادشاهان آنان مجبور شدند از قدرت کناره‌گیری کنند و به مناطق دوردست تبعید شدند. امپراتوری‌های این سه کشور به جمهوری تبدیل شدند و مجبور شدند عهدنامه ورسای را بپذیرند. امپراتوری روسیه (که بعداً به اتحاد جماهیر شوروی سوسیالیستی تبدیل شد) با متحدین طی عهدنامه برست-لیتوفسک پیمان صلح بست.
طی معاهده ورسای کشورهای شکست خورده در جنگ بخشی از سرزمین‌های خود را از دست دادند و غرامت سنگینی را به کشورهای پیروز پرداختند. این مسئله باعث ایجاد نارضایتی در مردم شد و مقبولیت دولت‌های حاکم پس از جنگ را به چالش کشید. این نارضایتی با حضور آدولف هیتلر در صحنه سیاسی آلمان به اوج خود رسید. وی در بسیاری از سخنرانی‌هایش معاهده ورسای را محکوم کرد. این مسئله یکی از عوامل اصلی بروز جنگ جهانی دوم بود.

## جنگ سرد و تقسیم اروپا به دو بلوک شرق و غرب

اروپای غربی مفهومی بود که در جنگ سرد معرفی شد و به گفته چرچیل «پرده آهنین» کشورهای اروپای غربی را از کشورهای امضاکننده پیمان ورشو جدا کرد.

در اواخر جنگ جهانی دوم، سرنوشت کل اروپا در کنفرانس یالتا توسط متفقین رقم خورد، کنفرانسی که در آن وینستون چرچیل نخست‌وزیر بریتانیا، فرانکلین روزولت رئیس‌جمهور ایالات متحده آمریکا و جوزف استالین رهبر شوروی سابق حضور داشتند. «اروپای پس از جنگ» به دو بخش اصلی تقسیم‌بندی شد: «بلوک غرب» که تحت تأثیر ایالات متحده آمریکا بود و «بلوک شرق (کمونیست)» که متأثر از شوروی سابق بود. با شروع جنگ سرد، اروپا توسط یک پرده آهنین به دو قسمت تقسیم‌بندی شد؛ اصطلاح پرده آهنین برای اولین بار توسط وینستون چرچیل به‌کار رفت. برخی کشورها از لحاظ سیاسی بی‌طرف بودند اما بر مبنای سیستم اقتصادی و سیاسی‌شان تقسیم‌بندی شدند.

### اروپای شرقی
اروپای شرقی به همه کشورهایی گفته می‌شود که ارتش اتحاد جماهیر شوروی طی پیشروی به غرب و پاکسازی ارتش آلمان نازی، آن‌ها را به اشغال خود درآورد. علاوه بر این کشورها، جمهوری دموکراتیک آلمان، (که به صورت غیررسمی آلمان شرقی نامیده می‌شود) با اشغال بخشی از آلمان توسط اتحاد جماهیر شوروی به بلوک شرق پیوست. با فرمان استالین در همه این کشورها دولت‌های کمونیستی روی کار آمدند. اگرچه این کشورها رسماً از اتحاد جماهیر شوروی مستقل بودند اما میزان این استقلال کاملاً محدود و وابستگی این کشورها کاملاً مشهود بود. یوگسلاوی و آلبانی که کمتر از اتحاد جماهیر شوروی تبعیت می‌کردند نیز به «بلوک شرقی | کمونیست» تعلق دارند.
- بسیاری از این کشورها اعضای پیمان نظامی ورشو و پیمان اقتصادی کُمه‌کن بودند. مهم‌ترین این کشورها شوروی سابق بود که در آن زمان لیتوانی، استونی، لتونی، اوکراین و چندین کشور دیگر اروپایی را شامل می‌شد. از کشورهای دیگری که تحت تأثیر شدید شوروی سابق بودند می‌توان به جمهوری دموکراتیک آلمان، لهستان، چکسلواکی، مجارستان، بلغارستان و رومانی اشاره کرد.
- جمهوری فدرال سوسیالیستی یوگسلاوی (که پس از جنگ جهانی دوم شکل گرفت و در سال ۱۹۹۲ تجزیه شد) عضو پیمان ورشو نبودند. اگرچه این کشور کاملاً کمونیستی بود اما به صورت مستقل از شوروی عمل می‌کرد. با این وجود، یوگسلاوی بخشی از «بلوک شرق- کمونیستی» محسوب می‌شود.
- آلبانی به شدت مستقل از شوروی عمل می‌کرد و بیشتر به چین متمایل بود. علی‌رغم این رویه متمایز، آلبانی دولتی کمونیستی بود که بخشی از «بلوک شرق-کمونیستی» محسوب می‌شد.

### اروپای غربی
اروپای غربی اساساً شامل کشورهایی بود که توسط «متفقین غربی» (ایالات متحده آمریکا، کانادا، فرانسه، بریتانیا و غیره) از اشغال آلمان نازی خارج شده بودند و شامل خود متفقین غربی، به همراه ایتالیا (که یکی از قدرت‌های اصلی بود و توسط «متفقین غربی» به اشغال درآمده بود)، آلمان غربی (جمهوری فدرال آلمان غربی که به صورت غیررسمی آلمان غربی نامیده می‌شد) و مناطق تحت اشغال آلمان که توسط ایالات متحده، بریتانیا و فرانسه آزاد شده بود.
کشورهای دیگر هم عمدتاً بخشی از «اروپای غربی» محسوب می‌شدند. آن‌ها با هم پیمان ناتو و اتحادیه اروپا و رقیب آن یعنی «انجمن تجارت آزاد اروپا» را تشکیل دادند. تقریباً همه کشورهای «اروپای غربی» پس از جنگ جهانی دوم طی طرح مارشال از ایالات متحده کمک اقتصادی دریافت کردند.

#### جزئیات بیشتر
- بریتانیای کبیر و فرانسه، محورهای جنگ جهانی دوم
- هلند، بلژیک و لوکزامبورگ که توسط آلمان نازی اشغال شدند و در نهایت توسط «متفقین غربی» از زیر سلطه آلمان‌ها به درآمدند.
- آلمان غربی (جمهوری فدرال آلمان) که از سه منطقه اشغال شده توسط «متفقین غربی» یعنی ایالات متحده، بریتانیا و فرانسه تشکیل می‌شد.
- ایتالیا که یکی از محورهای قدرت اروپا بود و تسلیم «متفقین غربی» شد و به اشغال آن‌ها درآمد.
- جمهوری ایرلند (ایرلند جنوبی) که در دهه ۱۹۲۰ میلادی استقلال خود را از بریتانیای کبیر اعلام کرد. ایرلند طی جنگ جهانی دوم بی‌طرف بود و هرگز مورد حمله قرار نگرفت. ایرلند هرگز به پیمان ناتو نپیوست اما در سال ۱۹۷۳ میلادی به عضویت اتحادیه اروپا درآمد. این کشور بخشی از «اروپای غربی» محسوب می‌شود.
- کشورهایی که تحت سلطه دیکتاتورها بودند یعنی پرتغال، اسپانیا و یونان که در اواسط دهه ۱۹۷۰ نظام دموکراسی و پارلمانی در آن‌ها حاکم شد. پرتغال و اسپانیا در جنوب غربی اروپا واقع شده‌اند و یونان در جنوب شرقی اروپا قرار دارد. هر سه کشور عضو پیمان ناتو و اتحادیه اروپا هستند.
- کشورهای اسکاندیناوی (نوردیک) دارای شرایطی غیرعادی بودند. دانمارک و نروژ توسط آلمان نازی اشغال شدند. سوئد بی‌طرف بود، اما فنلاند عضو محور قدرت بود و در جنگ علیه شوروی از آلمان نازی پشتیبانی می‌کرد. در پایان جنگ فنلاند شکست خورد اما هیچگاه اشغال نشد. پس از جنگ توافق بر این شده که شوروی بخش‌های کوچکی از فنلاند را ضمیمه خاک خود کند و ضمناً روابط خوبی با دولت فنلاند برقرار سازد. فنلاند نمی‌توانست به عضویت پیمان ناتو درآید. با این وجود هر چهار کشور حوزه اسکاندنیاوی را جزئی از «اروپای غربی» می‌دانند.
- اتریش و سوئیس هم داستان دیگری دارند. قبل از جنگ، اتریش طی جنگ‌های آنشلوس (به آلمانی: Anschluss) به اشغال آلمان درآمد، در حالی که سوئیس طی جنگ جهانی دوم بی‌طرف بود. پس از جنگ جهانی دوم، هر دو کشور بی‌طرف ماندند. بعدها اتریش به اتحادیه اروپا پیوست اما به عضویت ناتو درنیامد. سوئیس نیز عضویت در ناتو و اتحادیه اروپا را رد کرد و در عوض به عضویت EFTA درآمد. با این حال هر دو کشور را عضو «اروپای غربی» می‌دانند، اما اغلب اوقات نقش ضعیفی دارند.
- کشورهای کوچک واتیکان، سان مارینو، موناکو، آندورا و لیختنشتاین نیز بخشی از «اروپای غربی» هستند. اغلب این کشوها با اتحادیه اروپا معاهداتی امضا کرده‌اند.
- وضعیت حقوقی بسیاری از قلمروهای دریایی در اروپا (مانند جبل‌الطارق، جزایر کانال مانش، جزایر فارو و غیره) مورد به مورد تغییر می‌کند. علی‌رغم این موضوع، این کشورها جزئی از «اروپای غربی» هستند.

### ترکیه
- ترکیه به عنوان عضو پیمان ناتو به عنوان عضو بلوک غربی پذیرفته شده‌است. هنوز این کشور به عضویت اتحادیه اروپا درنیامده است. ترکیه کشوری است که به هر دو قاره آسیا و اروپا تعلق دارد و در جنوب شرق اروپا و غرب آسیا واقع شده‌است.

## تحولات سیاسی اخیر و اروپای غربی مدرن
در سال ۱۹۸۹ میلادی با برچیده شدن دیوار آهنین نظم جهان دچار تغییرات اساسی شد. جمهوری فدرال آلمان به صورت مصالحه آمیز جمهوری دموکراتیک آلمان (آلمان شرقی) را به خود جذب کرد و اتحاد این دو بخش کشور واحد آلمان را تشکیل داد. پیمان ورشو و کامه‌کان منحل شدند و تعدادی از کشورهای بلوک شرق ازجمله لیتوانی، استونی، لتونی، و اوکراین استقلال خود را از اتحاد شوروی اعلام کردند. بسیاری از این کشورها عضو اتحادیه اروپا شدند و برخی نیز به عضویت پیمان ناتو درآمدند.
در این دوره، اصطلاح اروپای مرکزی مجدداً در واژه‌نامه سیاسی اروپا ظاهر شد. برای نمونه، امروزه کشور آلمان هنوز در برخی مراجع عضوی از «اروپای غربی» محسوب می‌شود، اما از دید مردم و سیاست‌مداران آلمانی، این کشور عضو «اروپای مرکزی» است تا «اروپای غربی».
اگرچه اصطلاح «اروپای غربی» زاییده جنگ سرد بود، اما با گذشت ۱۵ سال از پایان جنگ سرد این اصطلاح هنوز کاربرد خود را از دست نداده‌است و به وفور در رسانه‌ها و گفتار روزمره ساکنان اروپای غربی و بقیه نقاط اروپا به کار می‌رود.

## اصطلاح «اروپای قدیم»
اصطلاح «اروپای قدیم» که گاهی در برخی از رسانه‌ها مانند بی‌بی‌سی و از زبان برخی سیاست‌مداران مانند دونالد رامزفلد در دوران تصدی‌اش در مقام وزارت دفاع ایالات متحده آمریکا شنیده می‌شود، به معنای اروپای غربی قدیم است. رامزفلد کشورهای اروپایی شرقی را «اروپای جدید» می‌خواند؛ البته شخص وی به پراندن عبارات نادقیق مشهور است و سخنانش دارای اعتبار ادبیات سیاسی نیستند.

## کشورهای اروپای غربی در حال حاضر
در حال حاضر کشورهای «اروپای غربی» عبارتند از:
- بریتانیا
- جمهوری ایرلند
- فرانسه
- کشورهای موسوم به بنلوکس:  بلژیک,  لوکزامبورگ و  هلند
- آلمان
- موناکو
- لیختن‌اشتاین
- اتریش
- مالت[۶]
- شبه‌جزیره ایتالیا: کشورهای  ایتالیا,  سان مارینو و   واتیکان
- شبه‌جزیره ایبری: کشورهای  اسپانیا,  پرتغال,  آندورا و جبل‌الطارق (قلمرو دریایی بریتانیای کبیر)
- کشورهای اسکاندیناوی (نوردیک):  دانمارک,  فنلاند,  ایسلند,  نروژ و  سوئد

## نگارخانه

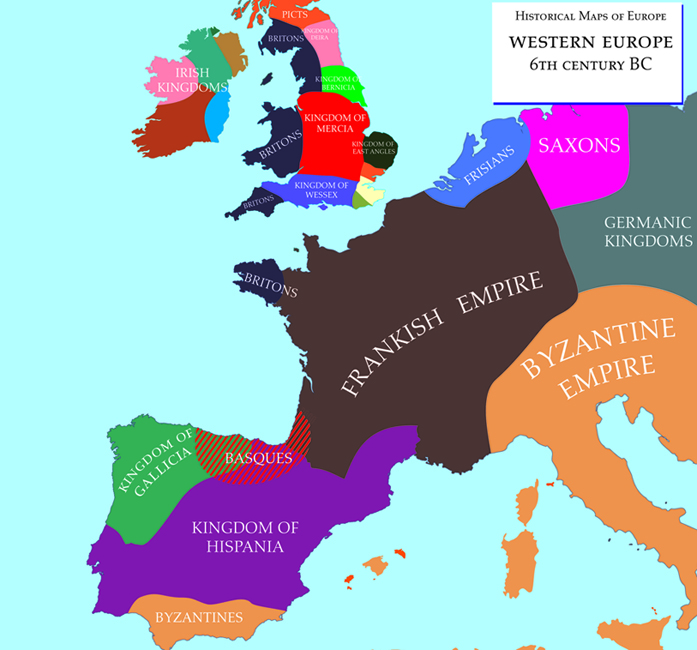
نقشه غرب اروپا در سده ششم میلادی
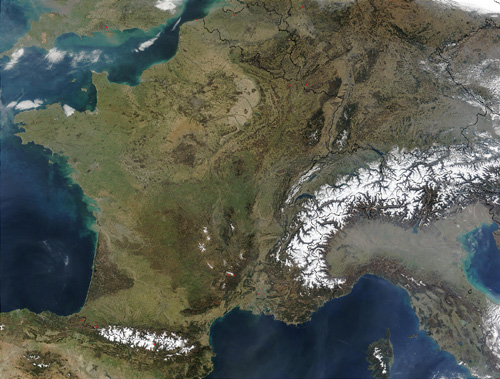
تصویربرداری ماهواره‌ای از غرب اروپا
طبقه‌بندی اقلیمی کوپن از غرب اروپا